# Минуле (Фолаут)
Минуле (The Past) — п'ятий епізод першого сезону американського серіалу «Фолаут». Епізод написано Карсоном Меллом, режисура Клера Кілнера. Перший показ відбувся 10 квітня 2024 року разом із рештою сезону.

## Зміст
Тадеус почуваються дедалі впевненіше перед Максимусом і просить, щоб той офіційно взяв його в зброєносці. Максимус таврує Тадея знаком пошани за його вчинки із заковтом, Максимус зізнається, що він самозванець. Після цього Тадеус виймає з силової броні Максимуса джерело живлення — термоядерне ядро, лишивши колишнього товариша замкненим усередині. Перед цим Максимус розчавляє йому ногу. Тадеус тікає з CX404 і головою вченого.
Дещо пізніше Люсі звільняє Максимуса з обладунків, а він представляється їй Тітусом. Обоє погоджуються працювати разом, щоб отримати голову.
Переслідуючи Тадеуса, вони натрапляють на руїни Шейді-Сендс, колишньої столиці Республіки Нова Каліфорнія, заснованої після Великої війни, де Максимус провів дитинство.
Продовжуючи йти територією, вони натрапляють на двох місцевих рейдерів. Люсі намагається, але їй не вдається переконати їх пройти мирно. Максимус поранений, коли він стріляє та вбиває людоїдів. Люсі веде його до покинутої лікарні, де обоє випадково потрапляють у процвітаюче Сховище 4.
Тим часом у Сховищі 33 Бетті Джонсон, колишня наглядачка Сховища 31, перемагає на виборах, замінивши відсутнього Генка. Потім Джонсон пропонує частині мешканців Сховища 33 заселити Сховище 32.
Норм відвідує Сховище 32. Він таємно зламує центральний комп'ютер Сховища 32 і виявляє, що Сховище 31 забезпечувало наглядачів, включаючи його батька, протягом років з дня падіння бомби. У сховищі він вже не знаходить слідів загибелі його мешканців. Йому здається дивним, що на виборах впродовж 200 років перемагали кандидати зі Сховища 31.
В старій офісній будівлі «Vault-Tec», яка маскується під лікарню Люсі і Максимус потрапили в пастку і втратили свідомість. Прокинувшись, вони виявляють, що тепер перебувають у населеному Сховищі.

## Сприйняття та відгуки
Станом на квітень 2025 року на сайті «IMDb» серія отримала 8.0 бала підтримки з можливих 10 при 11773 голосах користувачів.
Люсі Менґан писала для «Ґардіан»: «Ця бездоганно зроблена, надзвичайно дотепна постапокаліптична драма — ще одна блискуча адаптація відеоігри. Це смішно, самобутньо та напружено — дивовижний баланс».
В огляді «Substack» Лесом Чаппелем зазначалося: «Серіалу Fallout вдалося досягти успіху в двох напрямах. Це шоу, яке доводить своє розуміння канону, від зовнішньої іконографії „Волт-Бой“ і силової броні до перекрученого почуття гумору, яке проходить через усе, що ні в якому разі не повинно бути смішним. Він відповідає підвищеній реальності оригінальних ігор. Серіалу вдається прокласти свій власний шлях через пустку, одразу створюючи відчуття особистості. Часто жорстока, часто кумедна, і вихваляючись багатством в кастингу, це має потенціал вилетіти на вищий рівень ігрових адаптацій.»
Джек Кінг для «Vulture» зазначав: «Одна з багатьох проблем, пов'язаних із адаптацією улюбленої речі, як-от Fallout, полягає в тому, щоб знайти баланс між задоволенням шанувальників і створенням цікавої історії для незнайомої аудиторії. Fallout розповідає унікальну історію — переважно. Є сюжетні ритми, запозичені з ігор — це все ще канон і існує у всесвіті Fallout, яким ми його знаємо. Отже, хоча це адаптація, також, по суті є продовженням, яке розширює обшир всесвіту Fallout і спирається на його існуючу історію. Для всіх намірів і цілей це Fallout 5, тільки не інтерактивний.»
У огляді «Den of Geek» Бернардом Боо в огляді зазначено: «Телевізійна адаптація Fallout від Prime Video робить те, чого ніколи не було в іграх легендарної франшизи — ставить розповідь понад усе. Шоу справді з любов'ю відтворює ядерну Пустку у спосіб, який залишається вірним серіалу. Але історія абсолютно нова та неочікувано спонукає до роздумів. Телевізійні персонажі набагато складніші, ніж їхні аналоги у відеоіграх. Хоча, чесно кажучи, вони мають перевагу в тому, що їм не доводиться стояти неприродно нерухомо, дивлячись прямо в камеру, коли є що сказати.»
Оглядач «Slant Magazine» Нів Султан писав: «Fallout зображує чудеса й жахи каліфорнійської пустки — повністю отруєної пустелі мутованих тварин і тимчасових спільнот — із проникливою перспективою та вражаючою спритністю тону. Це абсурдистське, жахливе та еклектично смішне дослідження нестримної корпоратизації, військового індустріалізму та життя після кінця часів.»
Для вебсайту «The A.V. Club» Вільям Гаджес зазначав: «„Минуле“ — це важка годинна серія. Але, чесно кажучи, Fallout, ймовірно, мав бути саме таким. Серіал все ще струмує в певних дурницях, будь то коливання безглуздих желе-тортів у Сховищі 33 або наполеглива радість Пембертона отримати велику палаючу букву „Т“ на своїй шиї. Але серіал не цурається темних аспектів цієї франшизи. Оскільки дійство переміщається в завершальну половину, і створило одну з найбільш пам'ятних, непереборних частин на сьогоднішній день.»

## Музичний супровід
Музику до епізоду написав Рамін Джаваді. В епізоді звучало багато пісень, зокрема «Henry» The Jet-Tones, «Robin in the Pine» від Бонні Гітар, «Ladyfingers» Герба Апперта, «What a Diff'rence a Day Makes» Дайни Вашингтон і «It's Just a Matter of Time» Брука Бентона.

## Знімались
| Актор             | Роль               |
| ----------------- | ------------------ |
| Елла Пернелл      | Люсі               |
| Аарон Мотен       | Максимус           |
| Мойзес Аріас      | Норм               |
| Волтон Гоггінс    | Гуль               |
| Джонні Пембертон  | Тадеус             |
| Леслі Аггамс      | Бетті              |
| Зак Черрі         | Вуді Томас         |
| Аннабель О'Гаган  | Стефані Гарпер     |
| Дейв Регістер     | Чет                |
| Родріго Луцці     | Рег                |
| Лір Лірі          | Дейві              |
| Шейла Гед         | Меріен             |
| Міці Акаха        | Рінк               |
| Ніколас Макговерн | Джевін             |
| Еллі Вертес       | молода Роуз Маклін |
| Лусіана Вандетт   | молода Люсі Маклін |
| Амір Карр         | молодий Максимус   |